# David Levy
David Levy (hebrejsky דוד לוי‎, někdy psáno David Levi; 21. prosince 1937 – 2. června 2024 Bejt Še'an) byl izraelský politik za stranu Likud. V minulosti zastával řadu ministerských funkcí, z nichž mezi významné patří post ministra zahraničí.
Levi se narodil v Maroku a aliju do Izraele uskutečnil roku 1957. Původním povoláním stavební dělník měl svým původem a povoláním výhodu, když jako zástupce pracujících v Bejt Še'anu a odborový aktivista začal kampaň za členství v odborové federaci Histadrut, které tehdy dominovali příslušníci tehdejší vládnoucí strany Mapaj. Později Levy vedl v Histadrutu opozici, tzv. „bílo-modrou frakci.“ Před rokem 1969 byl starostou Bejt Šeanu.
V letech 1969 až 2006 byl členem Knesetu, mezi lety 2003 a 2006 byl členem strany Likud.

## Biografie

### Počátky kariéry
Do roku 1973 byl Likud aliancí Cherutu a středových liberálních stran, známý jako Gachal. Do té doby se nikdy aktivně nepodílel na vládnutí a byl vždy slabou opozicí. Byl jedním z prvních mladých členů strany z dělnické třídy s orientálním (mizrachi) původem. Do té doby Cherutu a liberálům dominovali intelektuálové, obchodníci, zemědělci, či právníci ze středních a vyšších středních tříd.
Levyho vzestup korespondoval s vlnou vzestupu izraelských mizrachi. Ve volbách do Knesetu roku 1977, které změnily třicetiletou dominanci levicových stran, se stal jedním z nejhlasitějších bojovníků Likudu, jenž vedl Menachem Begin. Dokázal dovést k hlasovacím urnám stovky tisíc mizrachi voličů a přesvědčit je, aby hlasovali pro Begina, jehož populistická kampaň na ně, po třech desetiletích téměř absolutně aškenázské hegemonie Mapaje, silně zapůsobila.

### Ministerstva
Levyho působení a opouštění vlád a koalic (vedených Likudem i Stranou práce) je značně složitá historie. Tato skutečnost spolu s jeho špatnou angličtinou z něj udělala cíl mnoha populárních vtipů. V prvních dvou Beginových vládách v letech 1977 až 1981 zastával post ministra absorpce imigrantů. V té době byla nejpodstatnějším úkolem kampaň za osvobození sovětských Židů, kteří nesměli opustit Sovětský svaz a kontroverze ohledně etiopských Židů (zvaných Beta Jisra'el), kteří stále nebyli vrchním rabinátem uznáni za Židy. V druhém případě nebyl Levy tak aktivní jako ministr obrany Ezer Weizman. Jeho funkční období je považováno za ničím pozoruhodné.
Daleko důležitější vládní post Levy získal poté, co při formování Beginovy pravicové vlády odstoupilo Demokratické hnutí za změnu (Daš). 15. ledna 1979 byl jmenován ministrem bydlení a výstavby a tuto funkci zastával až do roku 1990. Jeho působení je označováno jako kontroverzní kvůli jeho opakovaným ústupkům osadníků.
Služby, které Levy ze svého postu osadníkům udělal, pomohly k velkému rozmachu stavebnictví na Západním břehu. Mezi pozitiva jeho funkčního období patří fakt, že za třináct let působení ve funkci učinil bydlení více dostupné (vysoká inflace v roce 1984 vytvořila krizi v nemovitostech a nájmy prudce poklesly podobně jako izraelský šekel). Zatímco jeho protivníci v Likudu, jako ministr obrany Ariel Šaron nebo ministr zdravotnictví Ehud Olmert, byli zasaženi skandály kvůli zneužití svého postavení a padlo mnoho ministrů financí, Levy zůstal i nadále bez problémů v čele ministerstva bydlení a výstavby. Během vlád Begina, Jicchaka Šamira a Šimona Perese zůstala jeho pozice neotřesitelná. V 90. letech zastával třikrát post ministra zahraničních věcí.